# バフィン湾

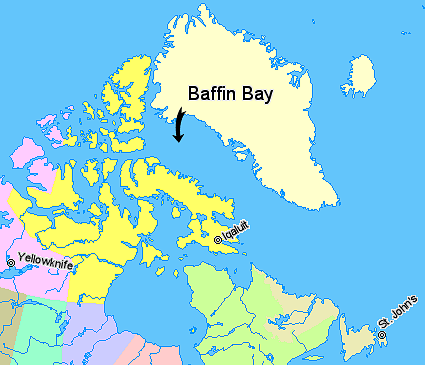
バフィン湾の位置

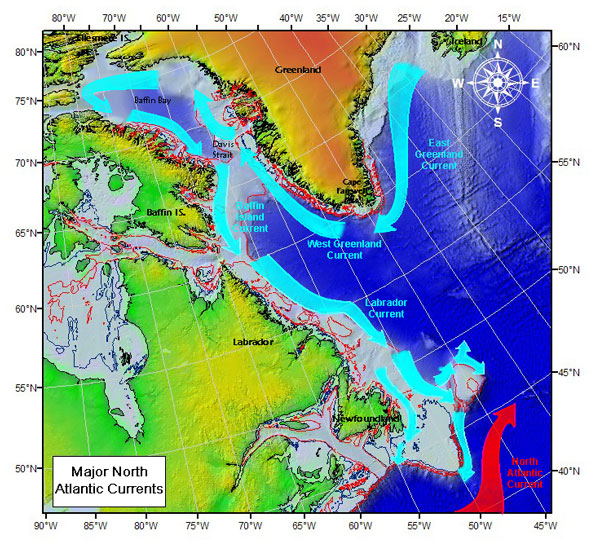
北大西洋の海流

バフィン湾（バフィンわん、英語:Baffin Bay、デンマーク語:Baffinbugten、イヌクティトゥット語:ᓴᓐᓂᕈᑎᐅᑉ ᐃᒪᖓ,Saknirutiak Imanga、グリーンランド語:Avannaata Imaa）は、大西洋の西北部にある海。北極圏にあり、南北1,130kmに広がっている。一年の大部分の期間は、多数の氷山のため航行は困難である。島が多く、多島海のひとつ。
西はバフィン島、東はグリーンランドがある。北はエルズミア島があり、またネアズ海峡でリンカーン海へと繋がっているが国際水路機関による定義ではネアズ海峡もバフィン湾に含まれる。南方へはデービス海峡でラブラドル海（北大西洋）に繋がっている。バフィン湾を囲む陸地はそれぞれが独立した島であるため、一般的にいう湾のように三方を完全に陸に阻まれているわけではなく、各島の間のいくつかの海峡で北極海とも繋がっている。これら海峡の多くも一年中氷に覆われている。
湾の名前は1616年に最初にこの湾を航行したウイリアム・バフィン（William Baffin）にちなんでつけられた。西側にバフィン島海流が南流している。

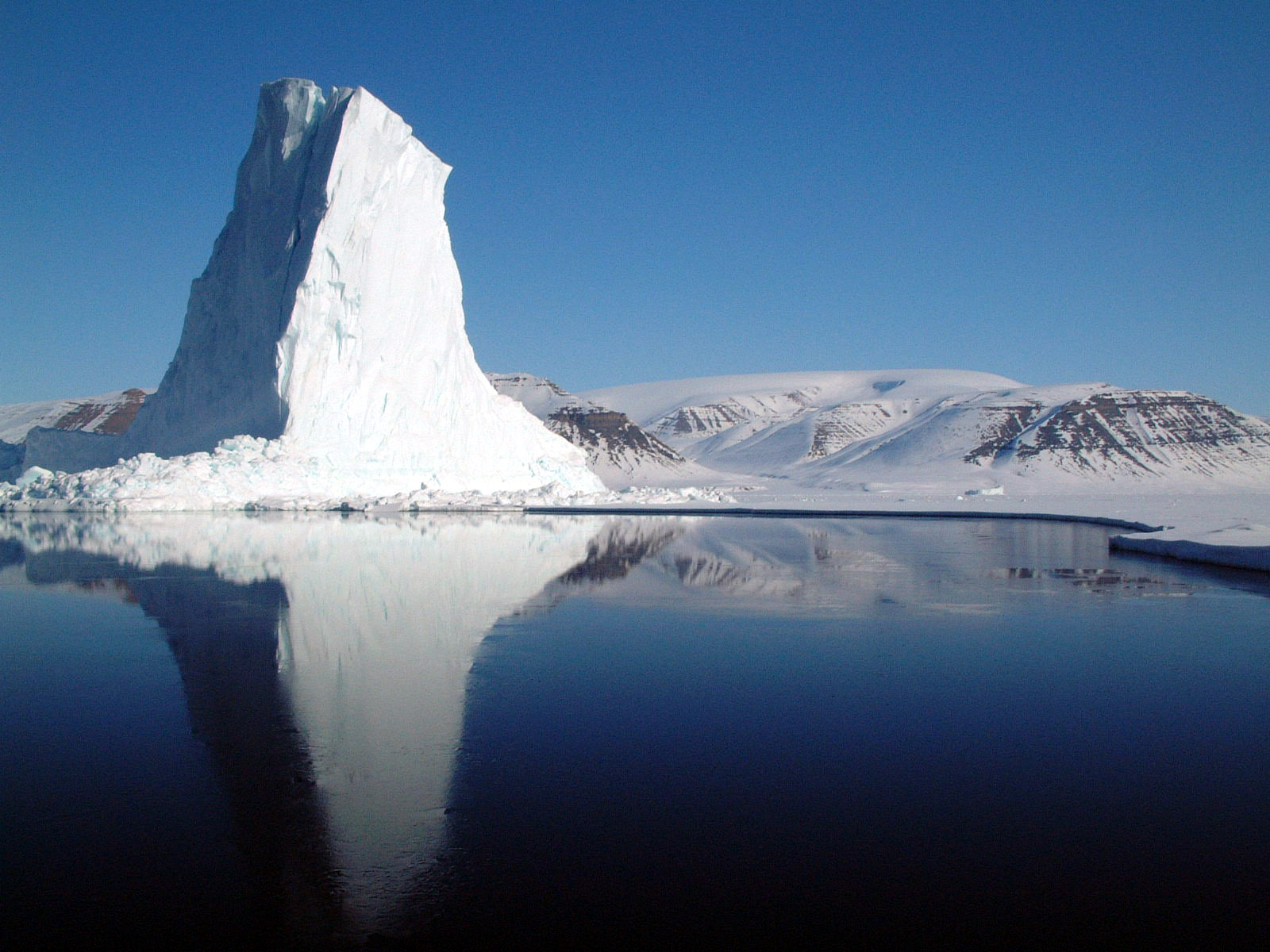
氷山